# La Dona Espenyada
La Dona Espenyada és una muntanya de 275 metres que es troba al municipi de Sant Feliu de Guíxols, a la comarca catalana del Baix Empordà.